# 乔万尼·巴蒂斯塔·贝内戴蒂

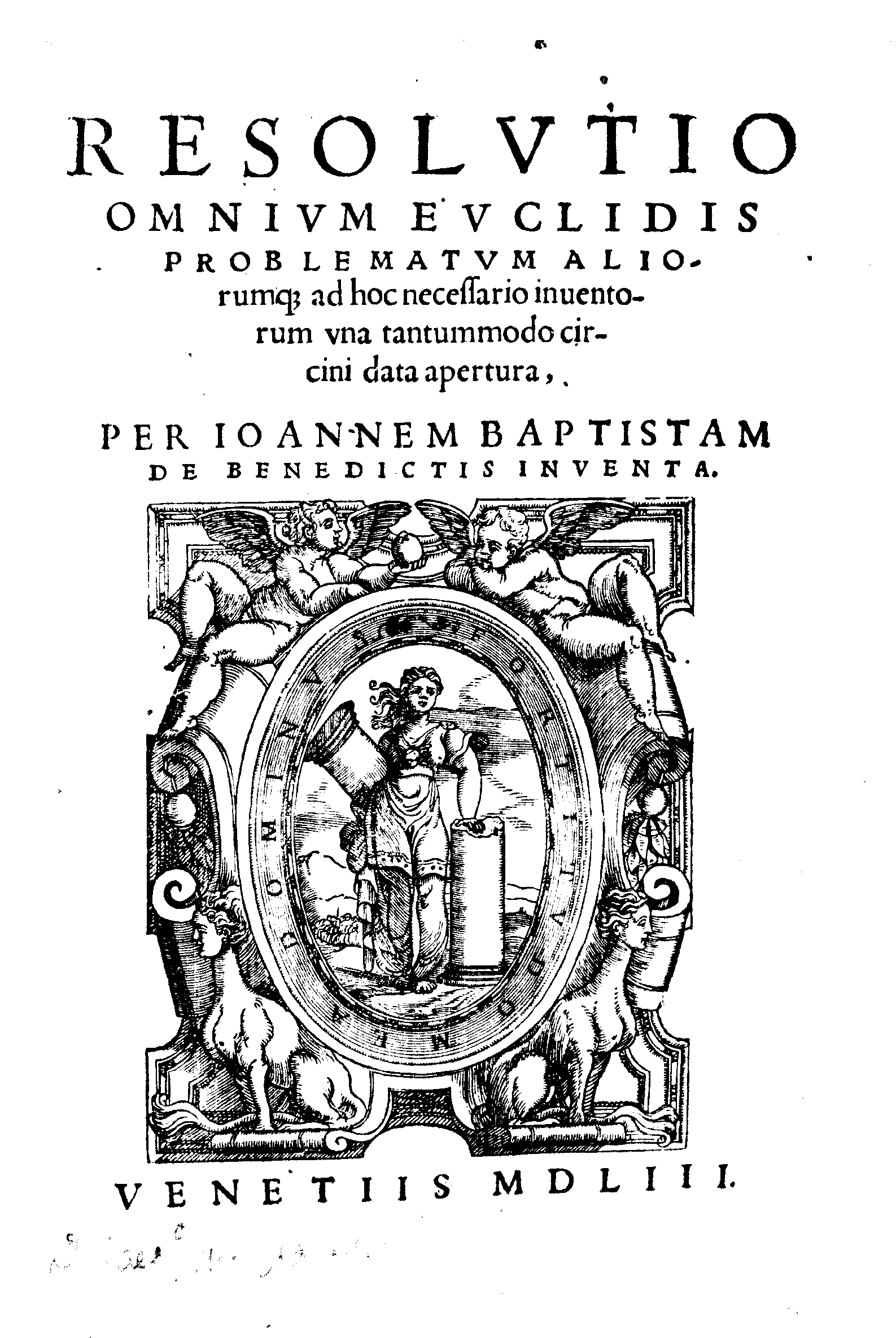
Resolutio omnium Euclidis problematum, 1553

乔万尼·巴蒂斯塔·贝内戴蒂（英語：Giambattista Benedetti，1530年—1590年），文艺复兴时期欧洲数学家與物理學家，他多年专门从事几何学及其相关领域的研究工作，在1574年他出版了自己关于日晷方面的重要伦著。此书在当时的欧洲产生了一定影响力。他也在物理學、力學、音樂學領域從事研究工作。

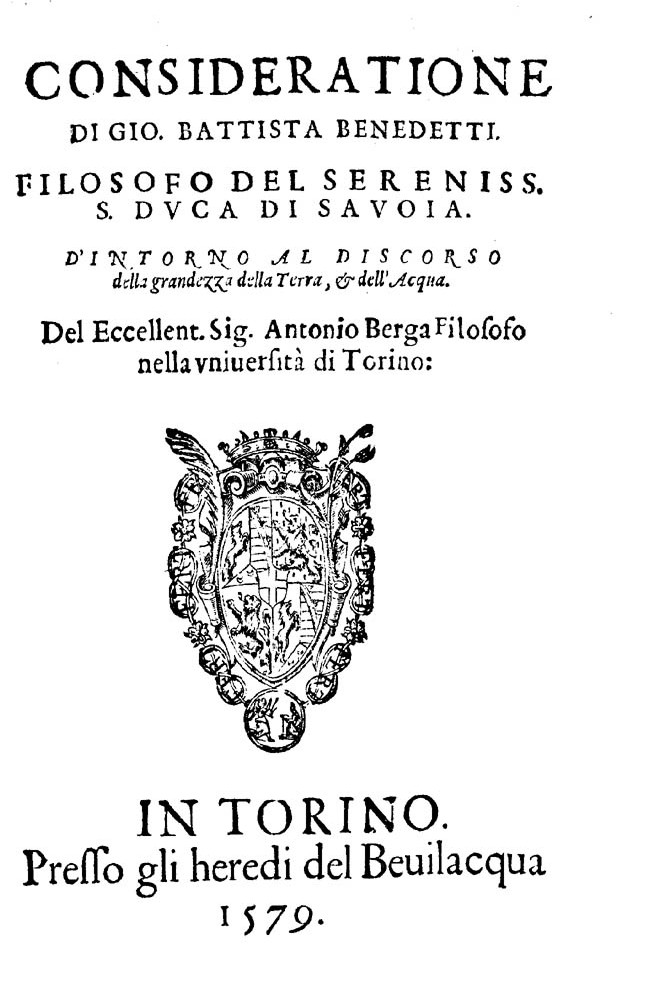
Consideratione d'intorno al discorso della grandezza della terra, e dell'acqua, 1579